# مكهاني
الدجاج بالزبدة أو مرق مكاني أو المكهاني  (بالأردية: مرگ مكہانی) طبق من المطبخ الهندي، تشتهر به العاصمة دلهي.

## مصادر

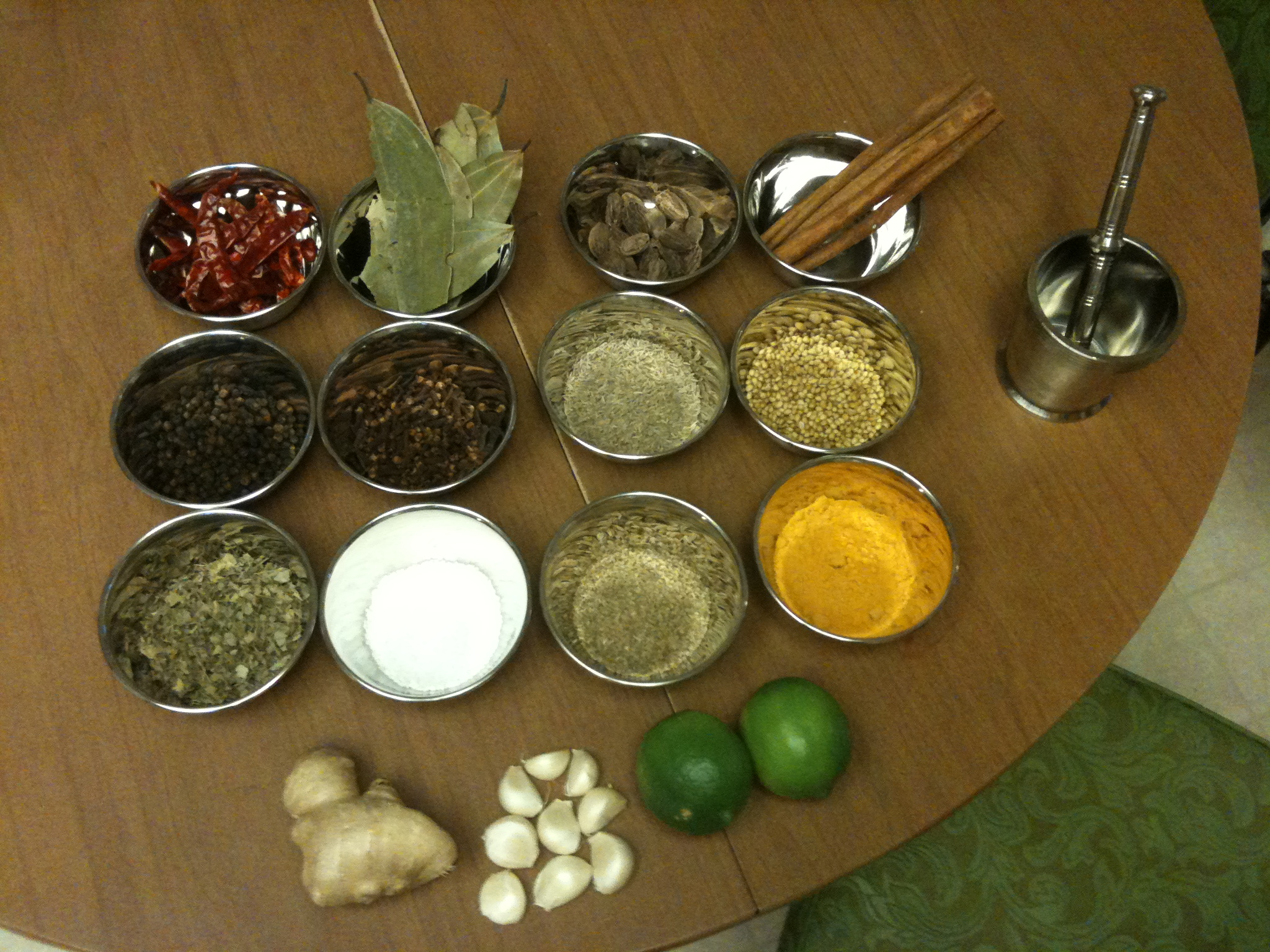
معظم توابل طبق الـ«مرق مكاني»